# Pražské Předměstí (Bílina)
Pražské Předměstí (německy:Praguer Vorst) je část města Bílina v okrese Teplice. Nachází se na jihovýchodě Bíliny. Prochází zde silnice II/257. V roce 2009 zde bylo evidováno 314 adres. V roce 2001 zde trvale žilo 2482 obyvatel.
Pražské Předměstí leží v katastrálním území Bílina o výměře 12,72 km2.